# Pavetta gleniei
Pavetta gleniei là một loài thực vật có hoa trong họ Thiến thảo. Loài này được Thwaites ex Hook.f. mô tả khoa học đầu tiên năm 1880.